# Sankt Veiter Straße
Die Sankt Veiter Straße (L 358) ist eine 2,64 Kilometer lange Landesstraße in Tirol, Bezirk Lienz. Sie bindet Teile der Gemeinde St. Veit in Defereggen an die Defereggentalstraße (L 25) an und verläuft vom Talboden des Defereggentals zwischen den Fraktionen Moos und Görtschach über die Ortschaften Unteregg-Kurztal, Ratschitsch und Linden bis zum Zentrum der Gemeinde St. Veit in Defereggen. Die Straße wird von der Straßenmeisterei Matrei in Osttirol betreut.

## Verlauf
Die Sankt Veiter Straße zweigt kurz nach der Herma-von-Schuschniggkapelle, die zwischen den Fraktionen Moos und Görtschach liegt nach Norden ab. Die Straße überwindet mittels einer langgezogenen Rechtskurve zunächst rund 100 Höhenmeter und überquert zwei Mal den Talbach, bevor sie die Streusiedlung Unteregg-Kurztal erreicht. Die Straße verläuft in der Folge in westlicher Richtung, wobei kurz nach der Abzweigung nach Außeregg der Frözbach überquert wird. Danach erreicht die Straße in kurzer Folge die Ortschaften Ratschitsch, Linden und St. Veit. Die Straße endet am Vorplatz der katholischen Pfarrkirche hl. Vitus.